# Amenemopet (chaty de Amenofis II)
Amenemopet, llamado Pairy (a veces  Amenemipet, llamado Pairy) fue un chaty del Antiguo Egipto y alcalde de Tebas, que sirvió durante el reinado de Amenofis II y Tutmosis IV.

## Biografía
| i | mn · n | m | O45 | \| \| | G40 | i | r · Z4 · Y1 |
|   |        |   |     |       |     |   |             |

|  |

| i | mn · n | m | O45 | \| \| | G40 | i | r · Z4 · Y1 |
|   |        |   |     |       |     |   |             |

|  |

Amenemopet era hijo de Ahmose Humay y de Nub. Era primo de Sennefer, que ocupaba el cargo de alcalde de Tebas durante el reinado del mismo faraón y que aparece en su tumba tebana, junto con la esposa de Sennefer, Senetnay. 
Amenemopet tuvo al menos un hijo llamado Paser, que también está representado en su tumba.
Según una inscripción, Amenemopet era:

"Noble, príncipe, dignatario del rey, el que une a los hombres, el que adorna a los Dos Señores (Horus y Seth) y adorna a las Dos Señoras, el que satisface a Maat todos los días, el que verdaderamente separa a los pendencieros, el alcalde de la Ciudad, el chaty, Amenemopet."

## Tumbas y enterramiento
Amenemopet tiene una capilla funeraria en la tumba TT29 de Sheij Abd el-Qurna en Tebas, no muy lejos de la de su hermano (tumba tebana TT96). Esta primera tumba contiene una versión de Los deberes del chaty, aportando valiosa información sobre esta prestigiosa función del estado faraónico. Otra copia de esta versión se encontró en la tumba de Rejmira, quien ocupó el cargo de visir antes que él en la corte de Tutmosis III y el comienzo del reinado de Amenofis II.
Estando en gracia con el favor real, Amenemopet recibió el raro privilegio de tener una tumba dispuesta para él en el Valle de los Reyes, la KV48, un testimonio de su espectacular ascenso e influencia ante el rey. Esta tumba, sin decoración, está ubicada en la rama occidental del uadi suroeste. Se encuentra cerca de la KV35, la tumba de Amenofis II, a quien sirvió. La tumba contenía, entre otros, algunos shabtis pertenecientes a Amenemopet.